# Athiasella goei
Athiasella goei är en spindeldjursart som först beskrevs av Lee 1970.  Athiasella goei ingår i släktet Athiasella och familjen Ologamasidae. Inga underarter finns listade.